# Ginásio Baiano
O Ginásio Baiano foi uma instituição de ensino do século XIX fundado em Salvador no ano de 1858 pelo futuro Barão de Macaúbas, Abílio César Borges e, após passar por outros donos, encerrou suas atividades na década de 1910.

## Abílio César Borges, educador da elite brasileira
A importância da figura do Barão de Macaúbas na formação dos futuros líderes da Bahia, e depois do Brasil, é objeto de estudos; Abílio César Borges havia iniciado a carreira médica na Vila da Barra do Rio Grande, onde iniciara também o magistério, vindo ali a dirigir pela primeira vez um colégio, o Ateneu Barrense, particular e masculino, no ano de 1850; depois desta experiência dirigiu o "Colégio Conceição", onde fizera seus estudos preparatórios e lecionou várias disciplinas por cinco anos.
Nos anos de 1856 e 1857 Borges foi "Diretor Geral de Instrução Pública da Província da Bahia", vindo no ano seguinte a fundar o "Colégio Baiano" que dirigiu até o ano de 1870, quando se mudou para o Rio de Janeiro, então a capital do Império, ali fundando o Colégio Abílio, dirigindo-o até 1879 quando fundou uma instituição homônima na cidade de Barbacena; ali permaneceu até seu retorno à Corte em 1888 juntando-se aos filhos que ali dirigiam o "Novo Colégio Abílio" desde 1883.
No seu desiderato de imprimir uma educação sem castigos físicos, ao contrário do que então se praticava, bem como de aliar a prática de exercícios às de estudos propriamente, Borges pretendeu e efetivamente conseguiu formar entre seus discípulos pessoas que viriam a exercer as "funções eminentes da política e da administração", ocupando os "cargos das culminâncias do ‘saber’, como, principalmente, do ‘poder’" no Brasil.

## O Colégio

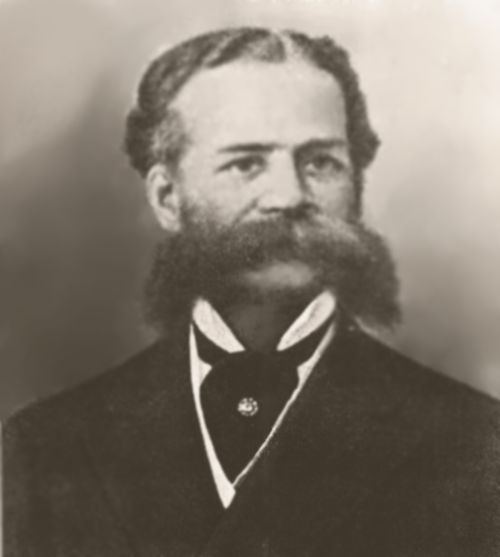
Abílio César Borges, fundador do Gymnasio Bahiano.

O edifício onde originalmente funcionou o "Ginásio" fora adquirido em 1858 pelo Dr. Abílio junto ao Visconde de Albuquerque, o português Antônio Pedroso de Albuquerque (que mais tarde viria a se tornar o primeiro e único Conde de Pedroso de Albuquerque) e que fora "um dos homens mais ricos do Império, pertencente à primeira linha do Partido Conservador", numa aquisição que fora intermediada por seu protetor João Maurício Wanderley que pertencia à mesma corrente política do então Visconde. Situava-se a construção na chamada "Estrada do Jacaré de Cima" (em 1921 renomeada com o nome de "rua Dr. Abílio César Borges"), num ponto diante do Forte do Barbalho, tinha acomodações para albergar até duzentos alunos.
Em 1859 muda-se para sua instalação definitiva, um prédio igualmente salutar situado nos Barris, desta feita distante do centro da cidade; a construção fora feita especificamente para funcionar como escola e seu afastamento da urbe atendia também ao fim de afastar os alunos dos focos de cólera, cuja epidemia grassava naqueles anos iniciais. Em o programa Borges publicara tais intenções: "O Ginásio Baiano vai funcionar em edifício situado em uma chácara muito próxima desta cidade, onde os alunos, por sobre estarem isentos das distrações e desvios a que dá lugar a morada no centro da povoação, terão dilatados espaço para o conveniente exercício corporal e excelentes banhos."
"Chácara e prédio constituíam uma vila com proporções para uma universidade", como depôs seu diretor último, João Florêncio; "aperfeiçoado aparelho fazia chegar a um reservatório abundante fornecimento de água, que se distribuía para todos os misteres e até a vizinhos supria desinteressadamente, como por ocasião da crise d'água, na empresa do Queimada", registrou.
A arquitetura fora imaginada por Abílio para atender aos preceitos de saúde da Faculdade de Medicina do Rio de Janeiro, onde se formara, para um estabelecimento educacional; assim possuía espaços distintos que permitiam separar os alunos por séries e idade, " com salas de estudo, rouparia, dormitórios, salas de aula, refeitório, enfermaria, latrinas, além de área para lazer e esportes", propiciando em suas palavras  “alimentação sã, regular e abundante; exercicios corporaes moderados; trabalho e repouso razoaveis; a tudo tenho convenientemente attendido”, próprias do regime de internato já utilizado com sucesso pelos jesuítas.
A estrutura parecia, ainda, uma prisão, onde muros altos, cães ferozes e grandes portões mantinham não somente os alunos dentro, como evitava a entrada de elementos externos - vendedores, ladrões, crianças trabalhadoras, sedutores, etc.
Cecília Meireles registrou a impressão que dele havia: "Grande colégio cercado de frondosas mangueiras. O diretor abolira os castigos corporais, que até então se aplicava aos alunos. Um dos jovens alunos, que se chamava Antônio de Castro Alves, até fizera uns versos, a esse bondoso diretor chamando-o “o anjo que à mocidade dos rigores libertou”. Oh! Ali era um paraíso: nem se falava mais em palmatória, e o diretor organizava reuniões literárias, em que os estudantes liam suas primeiras produções."
A vigilância era constante, exercida por "censores" cujas atribuições eram assim estabelecidas no Regimento Interno do Ginásio:
Os censores serão obrigados:
1. A residirem no Ginásio.
2. A vigiar incessantemente os alunos que estiverem cometidos à sua inspeção.
3. A tratar os alunos com franqueza, afabilidade, e a reserva necessária para conservarem o prestígio indispensável ao bom cumprimento dos seus deveres.
4. A dar conta minuciosa ao diretor de tudo quanto se passar entre os alunos que não seja conforme as regras estabelecidas.
5. Será imediatamente despedido o censor que receber o mais pequeno presente dos alunos, ou servir-se por empréstimo, de quaisquer dos objetos a eles pertencentes.
Acolhia dois tipos de alunos: aqueles que passavam a residir no Colégio (chamados "pensionários") e os que ali permaneciam durante o dia e voltavam para suas casas ("semi-pensionistas"); pagavam, respectivamente, 360 e 160 mil Réis. 

### Ex-alunos
Fizeram parte dos pupilos do Barão de Macaúbas na Bahia, além do poeta Castro Alves já referido, Ruy Barbosa, Muniz Barreto, Rodolpho Dantas, Araújo Pinho, Aristides Milton, Souza Pitanga, Alves de Carvalhal, Baptista Guimarães, Benício de Abreu, entre outros.
Em uma palestra proferida em 1918, já aposentado como desembargador, Souza Pitanga lembrou o colega e poeta Plínio de Lima: "conheci-o aos meus 12 anos no Ginásio Baiano, esse suave hospitaleiro solar das belas letras, onde uma legião alegre e vivaz de aspirantes ao futuro ia receber o pão eucarístico do saber dos lábios de uma plêiade de sacerdotes do ensino", e que entre seus contemporâneos estavam ainda Antônio Alves de Carvalhal, Odorico Mendes e os três irmãos Castro Alves.

### Professores
Em seu relato Souza Pitanga lembra "o saudoso Diretor Dr. Abílio César Borges, dominando com seu porte ereto e seu trato fidalgo, uma legião de menores que se compunham de rapazes de 18 anos até crianças de 7". Além destes registrou os seguintes nomes: Dr. Franco Meireles, de inglês; padre M. Fiúsa, mons. Santos Pereira e Soares Barbalho, de latinidades; Antônio Damásio e o engenheiro Silva Pereira, de matemática; frei Antônio de Itaparica, de filosofia; Moreira Sampaio, de francês; e Lopes Rodrigues, de desenho.
Pitanga lembrou, finalmente, que entre os seus futuros professores que se destacaram, e que lhe haviam também sido alunos, estavam Ernesto Carneiro Ribeiro, Eduardo Frederico Alexander e Antônio Damásio.
João Florêncio Gomes ainda ressaltou mestres que substituíram outros, como o padre Brito de retórica, Antônio de Macedo Costa que viria a ser bispo de Pará e o futuro arcebispo do Ceará, Dom Manuel Gomes, que sucedera ao padre M. Fiúsa. Ali também lecionou o padre Cacique nas disciplinas de história, geografia e cosmografia, mais tarde um benemérito em Porto Alegre.

## Colégio e Ginásio São José
Em 1871, com a mudança de Abílio César Borges para o Rio de Janeiro, passou a instituição ao cônego João Nepomuceno Rocha, que mudou o nome para "Colégio São José"; em 1876 uma nova mudança de proprietário: foi adquirido por João Florêncio Gomes, que deu-lhe a denominação final de "Ginásio São José". Gomes, ele próprio, havia sido egresso das turmas de César Borges.
Sobre esta fase, registrou o ex-aluno Alfredo Caldas acerca do diretor João Florêncio, em 1919: "Tipo completo de educador, espírito finamente educado, ilustração indiscutida e respeitada, maneiras de gentleman, tais os predicados do continuador da obra do Barão de Macaúbas"; Caldas relembra ainda o corpo docente do Ginásio S. José composto por Cândido Alves, José Joaquim da Palma, Odorico Otávio Odilon, Franco Meirelles e ainda "os engenheiros Souza Brito e Maia Bittencourt, os drs. Claudemiro Caldas, José Rodrigues Nunes, Antônio Ricaldi, Eduardo Studart, João Ferreira Caldas, Chichorro da Gama, Cirino dos Santos, Antônio E. Muniz, cônego Santos Pereira e o padre Fiúsa."
Em 1881, ainda segundo o registo de Caldas, celebrou-se ali o decênio pela morte do poeta Castro Alves com a inauguração de seu retrato no salão nobre do colégio e com palestras de Rui Barbosa, Manuel Vitorino, Castro Rabelo Júnior e João de Brito; a sete de setembro daquele ano os alunos encenaram a peça teatral do "Poeta dos Escravos", Gonzaga ou a Revolução de Minas e, ao final do ano, o diretor solicitou aos alunos que convencessem seus pais a libertarem ao menos um cativo.

## Desapropriação e fim das instalações
Nos primeiros meses de 1914 a grandiosa instalação do Colégio fora desapropriada para nela se instalar um quartel, tendo demolidas boa parte das instalações; em relato de 1918 João Florêncio assinala que houve uma grande comoção com tal final daquela instituição que tantos gênios criara; lembrando o "Colégio São João" que fora contemporâneo ao Ginásio São José estavam um reduzido a cocheira, e o outro a caserna.
Ele prossegue em seu relato detalhes da demolição: "Seculares árvores frutíferas, que o machado demolidor a custo abatia sob absurdo pretexto de, com o produto da venda do lenho dar-se alimentação a pessoas pobres (...) foi arriado ao lado esquerdo, grande portão secular de ferro (...) em toda a frente do edifício e nas extensas alamedas de pitangueiras, que foram arrancadas, como as pedras de Gênova da grande cisterna, tudo era conduzido em carroças e vendido."
O Ginásio São José assim passou a outras instalações, até sua extinção definitiva.